# John Dankworth

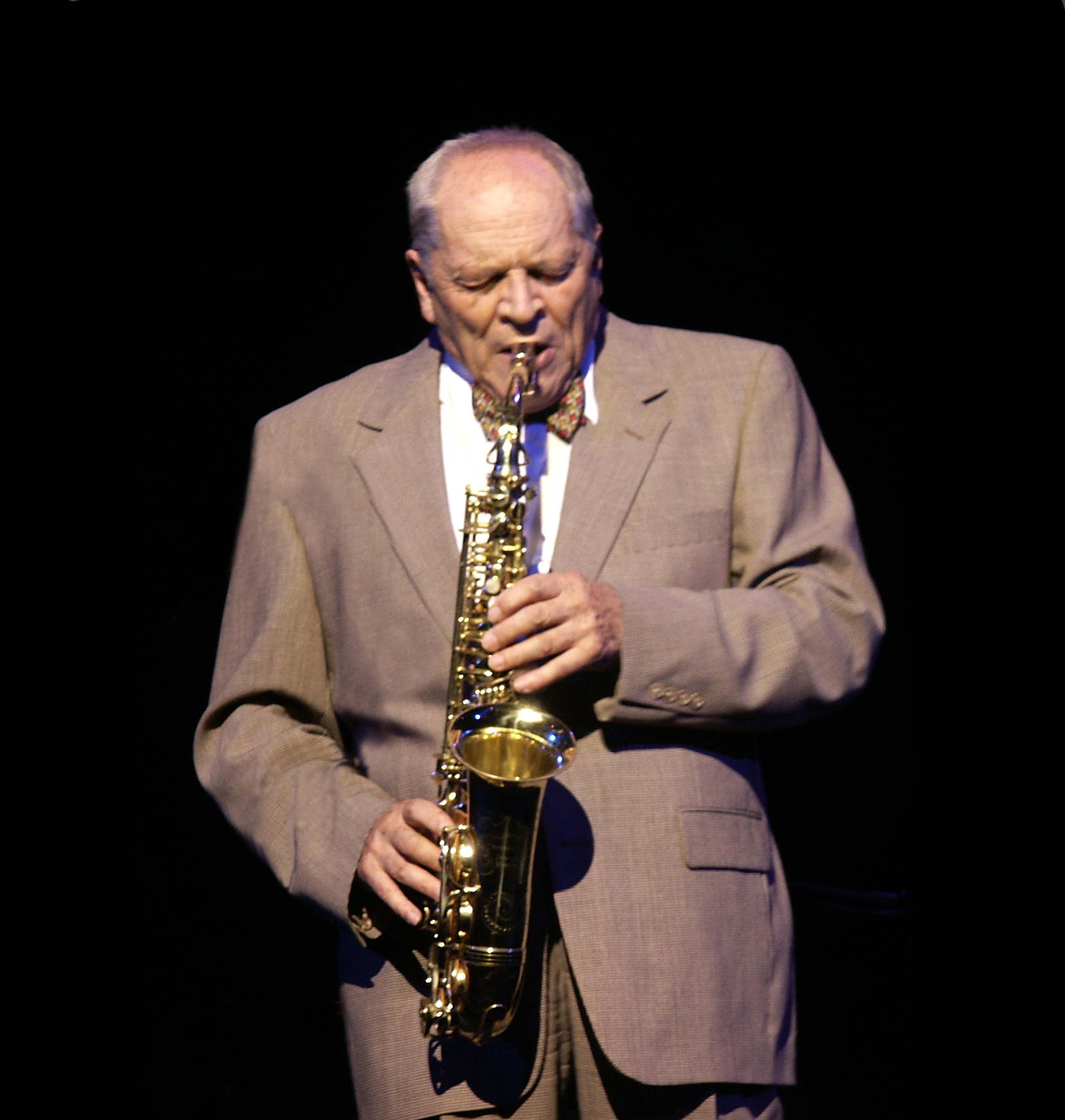
John Dankworth in Buxton Operahouse

John Phillip William Dankworth (Woodford, Essex, 20 september 1927 - 6 februari 2010) was een Brits jazzcomponist, saxofonist, klarinettist en bigbandleider. In het begin van zijn carrière is hij bekend geworden als Johnny Dankworth.
Dankworth groeide op in Walthamstow, een wijk in het Engelse district Waltham Forest in het graafschap Groot-Londen, in een muzikale familie, en kreeg viool- en pianoles totdat hij op zijn zestiende een opname hoorde van het Benny Goodman-kwartet en voor de klarinet koos. Niet lang daarna werd hij geïnspireerd door Johnny Hodges en leerde ook saxofoon spelen.
Na een periode bij de Royal Academy of Music te hebben gestudeerd en zijn diensttijd te hebben vervuld, begon hij zijn carrière in de Britse jazzscene. In 1949 werd hij gekozen tot Musician of the Year. In dat jaar ging hij naar het Paris Jazz Festival en speelde samen met Charlie Parker. Door de goede referentie van Parker werd Dankworth gecontracteerd voor een korte tournee door Zweden met de sopraan-saxonist Sidney Bechet.
In 1950 formeerde Dankworth een bandje, onder de naam de Dankworth Seven, om zijn eigen composities en jonge jazzsolomusici, inclusief zichzelf voor het voetlicht te brengen. Dankworth speelde altsax, Jimmy Deuchar trompet, Eddie Harvey trombone, Don Rendell tenorsax, Bill Le Sage piano, Eric Dawson bas en Tony Kinsey drums. Na drie succesvolle jaren ging de groep uiteen, maar kwam regelmatig nog bijeen voor meerdere reünies. Dankworth formeerde in 1953 zijn eigen bigband.
De band kreeg al snel goede recensies en werd in 1959 uitgenodigd voor een optreden bij het Newport Jazz Festival. The New York Times schreef lovend over het optreden van de band. Dankworths bigband trad op in de New Yorkse jazzclub Birdland en stond korte tijd later samen op de bühne met het Duke Ellington-orkest voor een aantal concerten. De band trad ook op bij een jazzevenement in het Lewisohn-stadion te New York, waar Louis Armstrong zich bij hen voegde voor een optreden. Ondertussen was Cleo Laine regelmatig te horen op Dankworths opnames en in openbare optredens bij de band; ze trouwden in 1958.
In het begin van dat jaar startte hij nog een tweede carrière als componist van filmmuziek en thema's voor televisieseries (meestal onder de naam Johnny Dankworth). Een van de bekendst geworden thema's is wel dat van de televisieserie De Wrekers (in het Engels: The Avengers) en Tomorrow's World, plus de muziek van de film Modesty Blaise.
Vanaf de jaren zestig speelden bij zijn bigband onder meer Tony Coe, Mike Gibbs, Peter King, Dudley Moore, John Taylor en Kenny Wheeler, met gastoptredens van Dave Holland (bassist), John McLaughlin, Tubby Hayes, Dick Morrissey en Stan Sulzmann. Andere bekende musici waarmee hij gewerkt heeft, zijn Benny Goodman, Herbie Hancock, George Shearing, Toots Thielemans, Tadd Dameron, Slam Stewart en Oscar Peterson.
In 1961 bereikte Dankworths opname van Galt MacDermots African Waltz de bovenste regionen van de Britse hitparade en wist dit vele maanden te continueren. Het nummer werd, met goedkeuring van Dankworth, in een speciaal arrangement gecoverd door Cannonball Adderley, die daarmee een kleine hit in de Verenigde Staten scoorde. De African Waltz werd ook door vele andere bandjes gecoverd.
Ondanks de actieve en drukke periode van platenopnamen wist de Dankworthband tijd vrij te maken voor liveoptredens en radioshows, inclusief een tournee door Groot-Brittannië en Europa met Nat King Cole, Sarah Vaughan en Gerry Mulligan. Ook werden concerten en radio-optredens gegeven met Lionel Hampton en Ella Fitzgerald.
Voor zijn verdiensten als componist werd Sir John Dankworth beloond met een Ivor Novello Award.

## Privéleven
Dankworth was sinds 1958 getrouwd met de jazzzangeres en actrice Dame Cleo Laine. Ze kregen twee kinderen, Alec Dankworth (1960) en Jacqui Dankworth (1963), die beiden ook in de muziek werkzaam zijn. Alec speelt contrabas en Jacqui is zangeres geworden in het jazzgenre.